# Баллют

Схема баллюта. Жёлтым цветом выделено кольцо для контролируемого отрыва потока, зелёным — воздухозаборники для наполнения оболочки

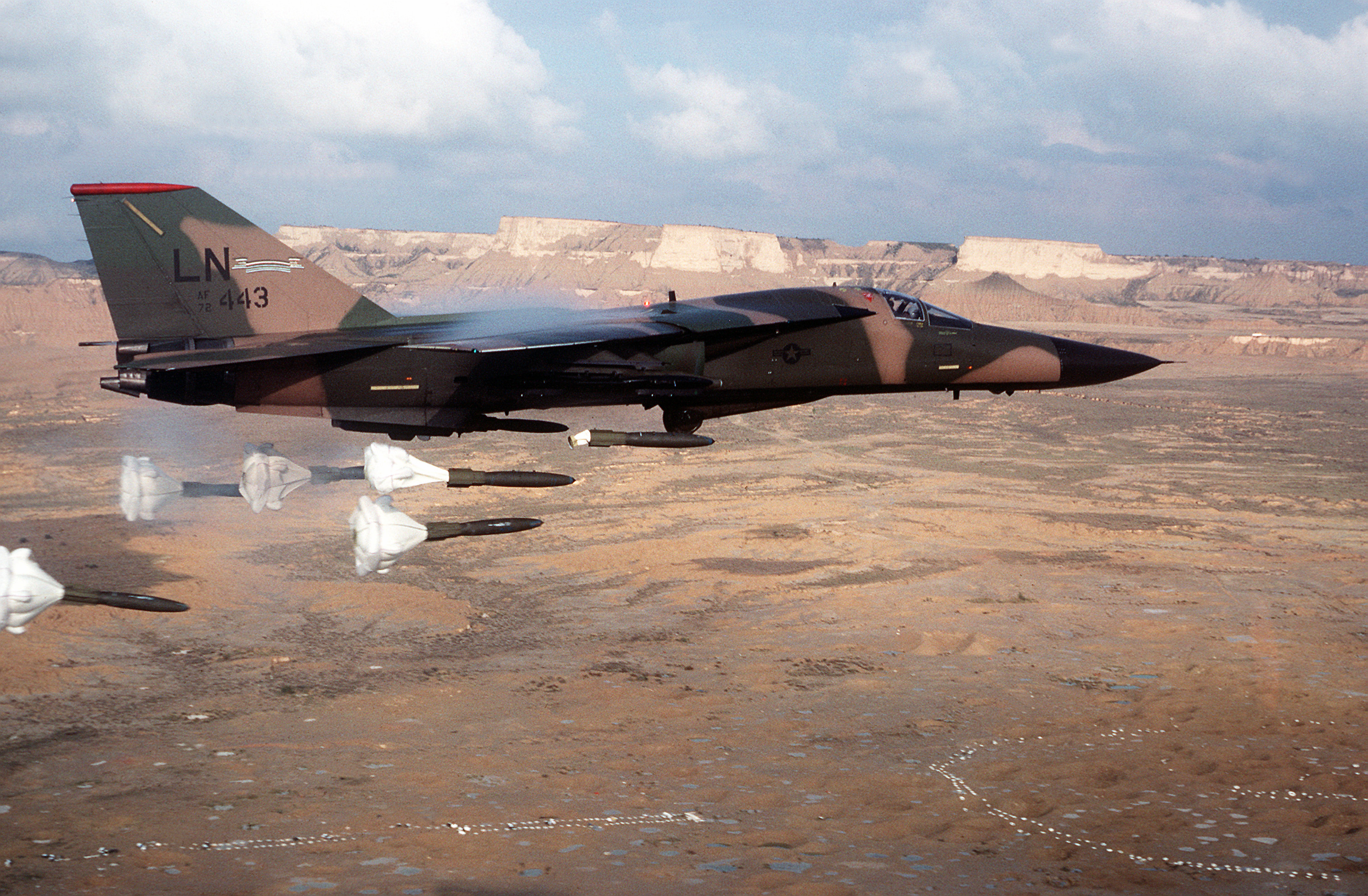
Сброс авиабомб, оснащённых баллютами

Баллют (от англ. ballute, словослияния англ. balloon, воздушный шар и англ. parachute, парашют) — аэродинамическое тормозное устройство в виде надувной оболочки вращения и стропы, соединяющей баллют с тормозимым объектом.
Форма баллюта поддерживается давлением набегающего воздуха, попадающего внутрь оболочки через воздухозаборники с обратными клапанами, предназначенными для устранения циклов надувания/сдувания оболочки. Выше миделя расположено надувное кольцо, обеспечивающее стабильный срыв потока. 
Баллют, при более высокой стоимости и сложности, имеет следующие преимущества перед традиционным парашютом:
- устойчивость движения в спутной струе тормозимого объекта за счёт большой боковой поверхности;
- плавное наполнение воздухом снижает рывок при раскрытии;
- на сверхзвуковых скоростях баллют подвергается меньшему нагреву из-за отсутствия деталей малого радиуса кривизны (кромок, строп).